# Geopolitik
Geopolitik er studiet af staters politik, historie og samfundsvidenskab med udgangspunkt i geografiske forhold.

## Historie

### Indtil 1. verdenskrig
Begrebet blev lanceret i starten af 1900-tallet af den svenske politiske geograf, Rudolf Kjellén (1864-1922), der var inspireret af den tyske geograf Friedrich Ratzels bog "Politische Geographie" fra 1897. Et tidligt eksempel på geopolitisk tænkning er englænderen Halford Mackinder der i 1904 fremsatte sin kernelandsteori, der fokuserer på herredømmet over Eurasien. Kernelandsteorien opstiller et potentielt trusselsbillede mod det Britiske Imperium og andre magter baseret på herredømmet over verdenshavene, idet teorien hævder at et potentielt imperium med tyngdepunkt i det eurasiske kontinents geografiske centrum, Centralasien, vil være umuligt at besejre for sømagter, en udgangsposition der yderligere forstærkes af Eurasiens righed på både metaller, olie og befolkningsmæssige ressourcer.

### Mellemkrigstiden
Efter 1. Verdenskrig blev Kjellens ideer og begreber videreført i Vesteuropa. I England prægedes mellemkrigstiden af folk som James Fairgrieve og Halford Mackinder. I Frankrig var der Paul Vidal de la Blache og Calille Vaullaux. Men frem for alt fandt geopolitikken god grobund i Weimarrepublikken, særligt inspireret af den tyske befolknings modvilje mod Versaillestraktaten. En tidligere tysk general, Karl Haushofer, grundlagde i 1924 "Zeitschrift für Geopolitik", som efter Adolf Hitlers overtagelse af magten i 1933, udviklede sig til et propagandaorgan for det nazistiske styres aggressionspolitik.

### Efter 1945
Efter 2. Verdenskrigs afslutning blev faget afskaffet som led i De Allieredes "Umerziehung" til afskaffelse af nazistiske institutioner i Tyskland. Haushofer begik selvmord i 1946, og geopolitik blev som fag fordømt af geografer og særligt af forskere i politisk geografi. En genskabelse af geopolitik som fag blev begyndt i 1980'erne og 1990'erne.

## Geopolitik som politik
Enhver stat vil udøve geopolitik i en eller anden udstrækning, idet den pågældende stats territorium og naturgivne ressourcer vil rumme strategiske muligheder og svagheder, ligesom statens industri og handelsliv vil være afhængigt af tilførsel af bestemte råstoffer og fysisk adgang til bestemte markeder. Blandt hyppigt nævnte eksempler på geopolitiske problemstillinger er adgang til og kontrol med energiressourcer (særligt olie-/gas-forekomster, pipelines og lign.) og kontrol med forekomster af rent vand, landbrugsjord og fødevarer i områder hvor disse er mangelvarer. Forskellige landes historiske kamp om adgang til strategiske mineraler og adgang til uran og atomteknologi kan ligeledes anskues ud fra en geopolitisk synsvinkel, f.eks. Japans besættelse af det nuværende Indonesien under 2. verdenskrig for at skaffe metaller og olie til opretholdelse af landets daværende krigsindustri.